# Good to Great Challenger 2023
Il Good to Great Challenger 2023 è stato un torneo maschile di tennis professionistico giocato sul cemento indoor. È stata la 1ª edizione del torneo, facente parte della categoria Challenger 75 nell'ambito dell'ATP Challenger Tour 2023. Si è giocato al Good to Great Tennis Academy di Danderyd, in Svezia, dal 13 al 19 novembre 2023.

## Partecipanti

### Teste di serie
| Nazionalità | Giocatore           | Ranking* | Testa di serie |
| ----------- | ------------------- | -------- | -------------- |
| Francia     | Hugo Gaston         | 83       | 1              |
| Germania    | Maximilian Marterer | 97       | 2              |
| Italia      | Flavio Cobolli      | 100      | 3              |
| Belgio      | David Goffin        | 104      | 4              |
| Serbia      | Hamad Međedović     | 107      | 5              |
| Stati Uniti | Maxime Cressy       | 125      | 6              |
| Moldavia    | Radu Albot          | 130      | 7              |
| Stati Uniti | Brandon Nakashima   | 139      | 8              |

* Ranking al 6 novembre 2023.

### Altri partecipanti
I seguenti giocatori hanno ricevuto una wild card per il tabellone principale:
- Leo Borg
- Max Dahlin
- Karl Friberg

Il seguente giocatore è entrato in tabellone come alternate:
- Oleksii Krutykh

I seguenti giocatori sono passati dalle qualificazioni:
- Alexander Blockx
- Elmer Møller
- Alibek Kachmazov
- Maximilian Neuchrist
- Marvin Möller
- Mika Brunold

## Punti e montepremi
| Torneo    | Torneo              | V     | F     | SF    | QF    | 2T    | 1T  | Q | Q2  | Q1  |
| Singolare | Punti               | 75    | 50    | 30    | 16    | 7     | 0   | 4 | 2   | 0   |
| Singolare | Premi in denaro (€) | 9,880 | 5,820 | 3,450 | 2,000 | 1,165 | 720 | – | 360 | 185 |
| Doppio    | Punti               | 75    | 50    | 30    | 16    | –     | 0   | – | –   | –   |
| Doppio    | Premi in denaro (€) | 4,250 | 2,450 | 1,480 | 880   | –     | 500 | – | –   | –   |

## Campioni

### Singolare
Maximilian Marterer ha sconfitto in finale  Brandon Nakashima con il punteggio di 2–6, 6–4, 6–3.

### Doppio
Julian Cash /  Bart Stevens hanno sconfitto in finale  Jeevan Nedunchezhiyan /  Vijay Sundar Prashanth con il punteggio di 6(7)–7, 6–4, [10–7].